# Kup europskih prvaka 1973./74. (vaterpolo)
Ovo je jedanaesto izdanje Kupa europskih prvaka i prvo u kojem je sudjelovalo deset momčadi. Naslov je prvi put u povijesti osvojio MGU Moskva. Još u skupinama ispali su De Meeuwen, CSKA Sofija, Ethnikos, Rapid Bukurešt, SKK Stockholm i ČH Košice. Zatim je igrana završna skupina.
- 1. MGU Moskva (SSSR)
- 2. Orvosegyetem (Mađarska)
- 3. Partizan (Jugoslavija)
- 4. Canottieri Napulj (Italija)

- sastav MGU Moskve (prvi naslov): Mitjanin, Valerij Puškarev, Aleksandr Dreval, Zelentsov, Vitalij Romančuk, Georgy Mshveniyeradze, Tišenko, Nikolaj Melnikov, Aleksandr Kabanov, Kovel, Šuvalov, Bondarenko